# Franjo Šeper
Franjo Šeper (Osijek, 2 ottobre 1905 – Roma, 30 dicembre 1981) è stato un cardinale croato, prefetto della Congregazione per la dottrina della fede negli anni seguenti al Concilio Vaticano II.

## Vita
Fu ordinato presbitero il 26 ottobre 1930 a Zagabria.
Il 22 luglio 1954 fu nominato vescovo coadiutore dell'arcivescovo di Zagabria con il titolo di Filippopoli di Tracia. Ricevette l'ordinazione episcopale il 21 settembre dello stesso anno per l'imposizione delle mani dell'arcivescovo Josip Antun Ujčić.
Il 10 febbraio 1960 succedette sulla sede di Zagabria al beato Alojzije Viktor Stepinac.
Il 3 maggio 1964 ordinò il vescovo Franjo Kuharić, che sarebbe diventato cardinale, e il 24 marzo 1968 il vescovo Luigi Bongianino.
Il 22 febbraio 1965 fu elevato alla porpora cardinalizia con il titolo di cardinale presbitero dei Santi Pietro e Paolo a Via Ostiense.
L'8 gennaio 1968 papa Paolo VI lo nominò prefetto della Congregazione per la dottrina della fede. Di fatto lasciò l'arcidiocesi di Zagabria il 20 agosto 1969.
Il 25 novembre 1981 si dimise per sopraggiunti limiti di età; morì il 30 dicembre dello stesso anno per un infarto miocardico acuto al Policlinico Gemelli.

## Lavoro nella Congregazione per la dottrina della fede
I principali documenti che la Congregazione pubblicò sotto il suo mandato sono i seguenti:
- Mysterium Filii Dei, Dichiarazione riguardante gli errori circa i misteri dell'Incarnazione e della Trinità (21 febbraio 1972)
- Mysterium Ecclesiae, Dichiarazione riguardante alcuni errori circa la dottrina cattolica sulla Chiesa (24 giugno 1973)
- Quaestio de abortu, Dichiarazione sull'aborto procurato (18 novembre 1974)
- Dichiarazione riguardante due libri del professore Hans Küng (15 febbraio 1975)
- Quaecumque sterilizatio, Risposte circa la sterilizzazione negli ospedali cattolici (13 marzo 1975)
- Persona humana, Dichiarazione circa alcune questioni di etica sessuale  (29 dicembre 1975)
- Recentiores episcoporum Synodi, Lettera riguardante alcune questioni di escatologia (17 maggio 1979)
- Christi ecclesia, Dichiarazione circa alcuni punti della dottrina teologica del professore Hans Küng (15 dicembre 1979)
- Iura et bona, Dichiarazione sull'eutanasia (5 maggio 1980)

Dopo l'incontro tenutosi l'11 aprile 1969 nel convento del Divino Maestro ad Ariccia, in Vaticano supervisionò l'evolversi dei lavori per il dialogo ecumenico fra Chiesa e Massoneria.

## Genealogia episcopale e successione apostolica
La genealogia episcopale è:
- Cardinale Scipione Rebiba
- Cardinale Giulio Antonio Santorio
- Cardinale Girolamo Bernerio, O.P.
- Arcivescovo Galeazzo Sanvitale
- Cardinale Ludovico Ludovisi
- Cardinale Luigi Caetani
- Cardinale Ulderico Carpegna
- Cardinale Paluzzo Paluzzi Altieri degli Albertoni
- Papa Benedetto XIII
- Papa Benedetto XIV
- Papa Clemente XIII
- Cardinale Bernardino Giraud
- Cardinale Alessandro Mattei
- Cardinale Pietro Francesco Galleffi
- Cardinale Giacomo Filippo Fransoni
- Cardinale Carlo Sacconi
- Cardinale Edward Henry Howard
- Cardinale Mariano Rampolla del Tindaro
- Cardinale Rafael Merry del Val y Zulueta
- Arcivescovo Anton Bauer
- Arcivescovo Josip Antun Ujčić
- Cardinale Franjo Šeper

La successione apostolica è:
- Vescovo Celestin Bezmalinović, O.P. (1956)
- Vescovo Alfred Pichler (1959)
- Vescovo Josip Arnerić (1961)
- Arcivescovo Jožef Pogačnik (1963)
- Cardinale Franjo Kuharić (1964)
- Vescovo Luigi Bongianino (1968)